# فیلیپ سلدران
فیلیپ سلدران (انگلیسی: Philippe Celdran؛ زادهٔ ۲ نوامبر ۱۹۷۳) بازیکن فوتبال سابق اهل فرانسه است که بین سال‌های 1994 تا 2006 در پست هافبک بازی می‌کرد.
از باشگاه‌هایی که در آن بازی کرده‌است می‌توان به باشگاه فوتبال گنگام، باشگاه فوتبال نانسی، باشگاه فوتبال لو مان، باشگاه ورزشی آمیان، و باشگاه فوتبال سدان اشاره کرد.